# Reitimiento

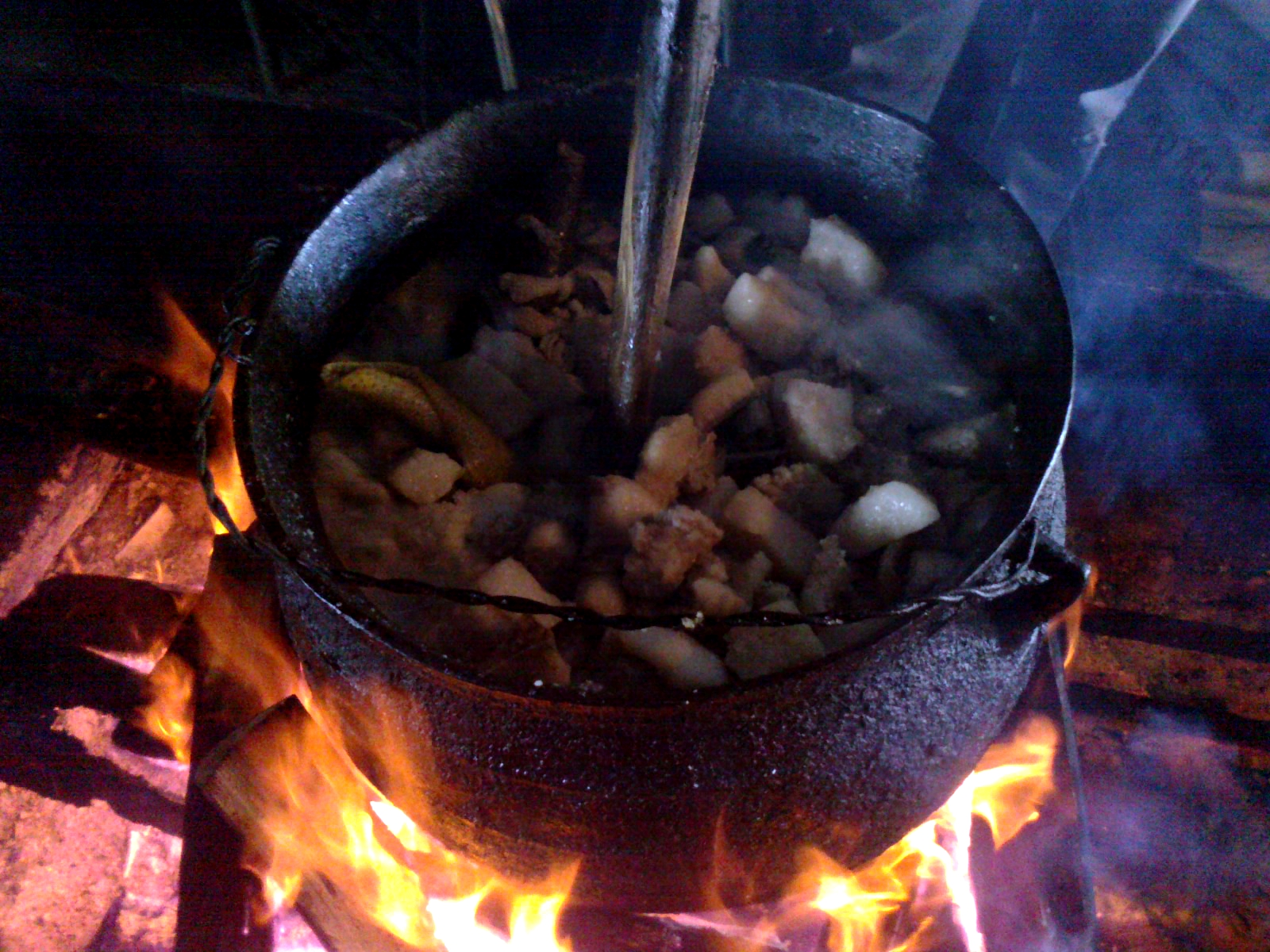
Carne y chicharrones friéndose en manteca.

El reitimiento, reite, carneo de chancho o carneo es una faena tradicional de Chiloé (Chile) que consiste en la matanza y posterior cocción de un chancho (cerdo) y otros alimentos en un caldero para obtener manteca y chicharrones. La palabra «reitimiento» deriva del verbo «reitir», la forma que adopta en español chilote el verbo 'derretir'.

## Preparativos
Usualmente el reitimiento se efectúa en los meses de invierno, sobre todo en julio. El chancho se encierra con un año de anticipación para cebarlo, es decir, hacerlo engordar dándole alimentación especial y no darle muchas posibilidades de ejercicio. El sacrificio del animal suele hacerse con una puñalada en el corazón, aunque primero se lo aturde de un golpe en la cabeza. Una vez muerto, la sangre se recoge en un recipiente y el cuerpo se coloca sobre el fuego para quemar las cerdas.

## Ejecución

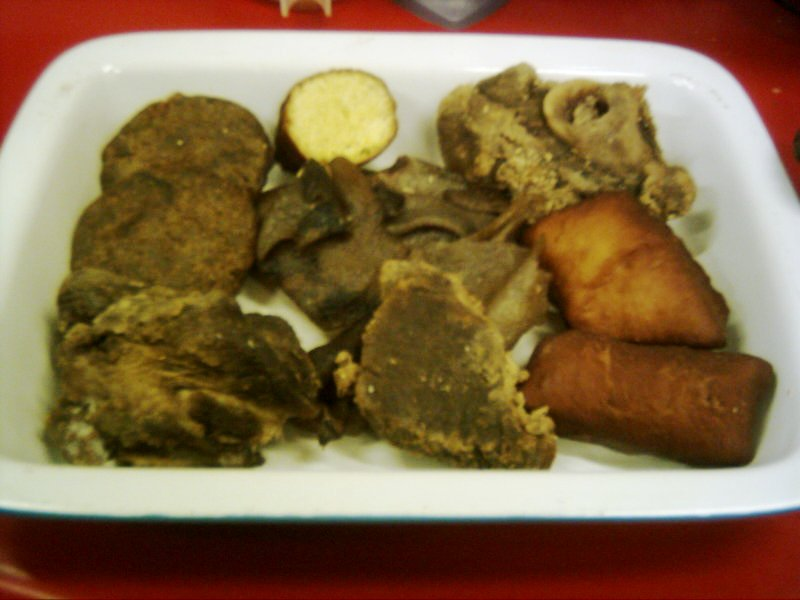
Plato de lloco: carne, chahuas, milcaos y sopaipillas.

Cuando ya está quemado, se retira del fuego para sacarle las vísceras y raspar la piel. Entonces empieza el reitimiento propiamente tal. En una paila (caldero) se coloca agua, trozos de carne y grasa y luego se calienta a fuego lento para derretir la grasa y cocinar la carne. De este trabajo se obtienen los chicharrones, trocitos de carne que estaban unidos a la grasa, y la manteca que se usa para cocinar durante el año. 
Los chicharrones se utilizan para colocarlos dentro del pan o sobre él y para rellenar milcaos, Chochocas, u otras preparaciones. 
En el fondo de la paila quedan igualmente pedazos pequeños de carne molida y manteca quemada que reciben el nombre de llides, las cuales también sirven para rellenar milcaos o para untar el pan.
La piel que estaba sobre la grasa se corta en tiras y se cocina hervida o a la plancha. En Chiloé se la llama «chahua» (del mapudungun trawa, 'piel'), pero en países como México recibe el nombre de chicharrón al igual que los trozos de carne.

## Lloco
La costumbre manda que a aquellos familiares y vecinos que no pudieron asistir se les envíe un lloco, es decir, un paquete con comida para que puedan probar cada una de las cosas que se prepararon. En la actualidad la palabra lloco ha pasado a significar casi exclusivamente "lloco de reitimiento".
Usualmente consiste en:
- Carne de chancho: Trozos pequeños de carne frita en la paila.
- Sopaipillas: Es una masa frita que en Chiloé suele ser dulce, tiene forma de rombo y se prepara con harina, huevo, azúcar y polvos de hornear.
- Roscas: Son similares a las sopaipillas dulces, pero tienen forma de anillo.
- Milcaos: Se hacen de papas cocidas y molidas, mezcladas con papas crudas ralladas y exprimidas, manteca y chicharrones.
- Prietas o morcillas: Son trozos de intestino de chancho rellenos con sangre aliñada y diversos vegetales que pueden ser arroz, berro, coles o papas. Se cocinan en agua caliente.